# Václav David
Václav David (* 23. September 1910 in Studena, Österreich-Ungarn, heute Studený, Okres Benešov; † 5. Januar 1996) war ein tschechoslowakischer Politiker der Kommunistischen Partei der Tschechoslowakei KSČ (Komunistická strana Československa), der unter anderem zwischen 1953 und 1968 Außenminister ČSSR sowie von 1969 bis 1971 Botschafter in der Volksrepublik Bulgarien war. Im Anschluss war er zwischen 1971 und 1986 Präsident der Volkskammer (Sněmovna lidu), einer der beiden Kammern der Föderationsversammlung (Federální shromáždění).

## Leben

### Kommunistischer Funktionär und Widerstand gegen den Nationalsozialismus
David, Sohn eines Stellmachers, nahm nach dem Besuch der Handelsakademie in Prag 1929 eine berufliche Tätigkeit als Angestellter der Böhmisch-Mährischen Kolben- und Maschinenfabrik ČKD (Českomoravská-Kolben-Daněk) auf und war dort bis 1939 tätig. Während dieser Zeit schloss er sich 1930 der kommunistischen Jugendbewegung an und war Mitbegründer der Betriebszelle des Kommunistischen Jugendverbandes bei ČKD und Mitglied des Kreis- und Gebietskomitees in Prag. 1935 wurde er Mitglied der Kommunistischen Partei der Tschechoslowakei KSČ (Komunistická strana Československa) und engagierte sich zwischen 1935 und 1939 auch als Sekretär der böhmischen Landesorganisation der Vereinigung der Freunde der Sowjetunion (Svaz přátel Sovětského svazu). 
Nach der Zerschlagung der Rest-Tschechei und der Proklamation des Protektorates Böhmen und Mähren engagierte er sich in der kommunistischen Widerstandsbewegung. Er wurde 1944 Mitglied des Zentralkomitees (ZK) der mittlerweile verbotenen KSČ und gehörte zu den Mitorganisatoren des Prager Aufstands vom 5. bis 8. Mai 1945.

### Abgeordneter und Außenminister
Nach Ende des Zweiten Weltkrieges wurde am 21. Oktober 1945 Mitglied der Provisorischen Nationalversammlung der Tschechoslowakei (Prozatímní Národní shromáždění republiky Československé) und gehörte dieser bis zum 16. Mai 1946 an. Auf dem VIII. Parteitag der KSČ (28. – 31. März 1946) wurde er erstmals zum Mitglied des Zentralkomitees (ZK) der KSČ gewählt und gehörte diesem Gremium bis 1989 an. Zugleich wurde er auf dem VIII. Parteitag auch Mitglied des Präsidiums des ZK der KSČ und gehörte diesem obersten Führungsgremium der Partei bis zum 15. Juni 1954 an. Ferner war er zwischen April 1946 und April 1948 auch Mitglied des Sekretariats des ZK. Am 26. Mai 1946 wurde er Mitglied der Konstituierenden Nationalversammlung (Ústavodárné Národní shromáždění republiky Československé), der er bis zum 29. Mai 1948 angehörte. 
Danach wurde David am 30. Mai 1948 Mitglied der Nationalversammlung der Tschechoslowakischen Republik (Národní shromáždění republiky Československé) beziehungsweise ab 1960 der Tschechoslowakischen Sozialistischen Republik und gehörte dieser bis zum 31. Dezember 1968 an. In dieser Zeit fungierte er zwischen dem 10. Juni 1948 und dem 31. Januar 1953 als Vizepräsident der Nationalversammlung. Am 31. Januar 1953 übernahm er als Nachfolger von Viliam Široký das Amt des Außenministers (Ministr zahraničních věcí) in der Regierung von Ministerpräsident Antonín Zápotocký und bekleidete dieses Ministeramt in allen darauf folgenden Regierungen fünfzehn Jahre lang bis zum 8. April 1968. Als Außenminister unternahm er im Dezember 1964 einen Besuch in Frankreich, wo er die Wirtschaftsgespräche zur Beratung von Fragen des Münchner Abkommens, der deutschen Ostgrenzen und der geplanten NATO-Atomflotte MLF (Multilateral Force) nutzte. Ein vom Vize-Außenminister der DDR Günter Kohrt der ČSSR angetragener Freundschaftsvertrag beider Staaten lehnte David am 20. Januar 1967 an, denn ein solches Abkommen, wie es die DDR mit der Sowjetunion geschlossen hatte, würde die Tschechoslowakei verpflichten, sich in allen Deutschland und Europa betreffenden Fragen mit der DDR abzustimmen. Nach dem Sechstagekrieg vom 5. bis 10. Juni 1967 sah er im Juli 1967 nach einem Flottenbesuch der sowjetischen Marine in Ägypten die Unterstützung von Waffenlieferungen an Ägypten kritisch. Nach seinem Ausscheiden aus der Regierung im Zuge des Prager Frühlings wurde er am 8. April 1968 Mitglied des Auswärtigen Ausschusses der Nationalversammlung. Zusammen mit 39 anderen führenden Persönlichkeiten soll David einen sogenannten „Einladungsbrief“ unterzeichnet haben, in dem diese den Einmarsch der Truppen des Warschauer Paktes zur Niederschlagung des Prager Frühlings am 21. August 1968 erbeten haben.

### Botschafter in Bulgarien und Parlamentspräsident
Am 1. Januar 1969 wurde David Mitglied der neugeschaffenen Föderationsversammlung (Federální shromáždění) und gehörte dem Parlament der Tschechoslowakei bis zum 23. Januar 1990 an. Innerhalb des Parlaments war er Mitglied der Volkskammer (Sněmovna lidu), die sich aus 200 in Wahlbezirken gewählten Mitgliedern zusammensetzte. Auf der Sitzung des ZK vom 17. April 1969 stimmte er zusammen mit Jiří Hendrych, Vilém Nový, Pavel Auersperg und Otakar Rytíř gegen die Wahl von Gustáv Husák zum Nachfolger von Alexander Dubček als Erster Sekretär des ZK der KSČ. Zu dieser Zeit gehörte David innerhalb des ZK zu einer Gruppe von 49 reformfeindlichen Orthodoxen und Konservativen, zu der insbesondere ZK-Sekretär Alois Indra, der ehemalige Ministerpräsident Jozef Lenárt, der frühere Minister für Kultur und Information Karel Hoffmann, der ehemalige stellvertretende Ministerpräsident Otakar Šimůnek, ZK-Sekretär Vasiľ Biľak, der ehemalige ZK-Sekretär für Wirtschaft Drahomír Kolder sowie der frühere stellvertretende Ministerpräsident Jan Piller gehörten.
1969 wurde er Botschafter in der Volksrepublik Bulgarien und verblieb bis 1971 auf diesem diplomatischen Posten. Während seiner Parlamentszugehörigkeit war er als Nachfolger von Josef Smrkovský vom 27. November 1971 bis zum 22. Mai 1986 Präsident der Volkskammer, woraufhin in der fünften Legislaturperiode Vladimír Vedra am 24. Mai 1986 sein Nachfolger wurde. Er gehörte darüber hinaus weiterhin dem ZK an.

### Ehrungen und Auszeichnungen
Für seine langjährigen Verdienste wurde David mehrfach ausgezeichnet und erhielt unter anderem 1955 den Orden der Republik (Řád republiky), 1960 und 1980 den Klement-Gottwald-Orden (Řád Klementa Gottwalda) sowie 1973 den Orden des siegreichen Februars (Řád Vítězného února).